# 한국음반산업협회
한국음반산업협회(영어: Recording Industry Association of Korea, RIAK)는 음반제작자의 권익 보호, 음반제작자의 음반에 관한 저작인접권의 신탁 관리를 목적으로 2001년 11월 17일 설립된 대한민국 문화체육관광부 소관의 사단법인이다. 사무실은 서울특별시 마포구 상암동 1592 The PAN 7층에 있다.

## 주요 사업
- 음반제작자의 저작인접권의 신탁 관리
- 음반제작자의 판매용음반 방송보상금의 징수 분배
- 음반제작자의 판매용 음반 디지털 음성송신보상금 업무
- 음반제작자의 권익보호 및 저작인접권에 대한 조사 연구